# Orchestra Wives
Orchestra Wives ist ein US-amerikanischer Musicalfilm von Archie Mayo aus dem Jahre 1942. In den Hauptrollen spielen George Montgomery, Ann Rutherford sowie Glenn Miller und sein Orchester.

## Handlung
Die beliebte Swing-Band von Gene Morrison geht wieder auf Tour, was deren Mitglieder aber eher unzufrieden hinnehmen. Schließlich spielt man während der mehrwöchigen Tour fast jeden Tag in einer anderen Stadt, was zu anstrengenden Reisen und bitteren Streitereien – insbesondere bei den verheirateten Bandmitgliedern – führt. Unbesorgt sind dagegen Trompetenspieler Bill Abbott und der Pianist Sinjin Smith, die als Junggesellen nichts von der Ehe halten und lieber den jungen Mädchen nachlaufen, welche zu den Konzerten gehen. Eine von ihnen ist das Kleinstadtmädchen Connie Ward, das auf Einladung des um ihre Liebe bemühten Barkeepers Cully zu einem der Gene-Morrison-Konzerte kommt. Trompetenspieler Bill sieht das hübsche, nette Mädchen und holt sich – nachdem sie sich anfangs gewehrt hat – einen Kuss. Auch Connie ist von dem attraktiven Musiker begeistert. Er lädt sie ein, am nächsten Tag zu einem weiteren Konzert in einer anderen Stadt zu kommen. Connies verständnisvoller Vater, ein Landarzt, erlaubt ihr zu gehen. Jedoch wird Connie vor der Tür des Konzertsaales abgewiesen, da sie keine männliche Begleitung vorweisen kann. Bill entdeckt Connie erst nach dem Konzert, als der Bus zurück in ihre Heimatstadt bereits naht. Doch vor dem wartenden Bus können die beiden Verliebten sich nicht trennen und heiraten spontan noch in derselben Nacht.
Connie schließt sich der reisenden Band an, bei der auch andere Ehefrauen im Anhang mit dabei sind. Ein Teil der gelangweilten Ehefrauen macht sich schon bald über die unschuldige, naive Connie her. Hinzu kommt die verführerische Bandsängerin Jaynie Stevens, die zuvor Bills Freundin war: Zwar gibt sich Jaynie im Gespräch mit Bill verständnisvoll und beglückwünscht ihn zu der Ehe, doch – wie sie gegenüber den anderen Orchesterfrauen angibt – hat sie nicht die Absicht, Bill kampflos gegen dieses Kleinstadtmädchen aufzugeben. Nach fünf Wochen sind Bill und Connie verliebter als je zuvor, aber das permanente Reisen und die intriganten Orchesterfrauen machen ihr zu schaffen. Eines Abends bleiben die Frauen in Des Moines, während die Band in Iowa City spielt. Die Orchesterfrau Natalie kann den Mund nicht halten und erzäglt Connie davon, dass Jaynie und Bill zuvor ein Paar waren. Connie ist aufgewühlt und reist per Bus zu ihrem Mann nach Iowa City. Die drei Orchesterfrauen Natalie, Caroline und Elsie haben jedoch inzwischen Jaynie in Iowa City angerufen, die daraufhin Bill unter einem Vorwand in ihr Zimmer lockt. Als Connie erscheint und die beiden zusammen sieht, glaubt sie, dass Bill ihr untreu geworden ist und fährt trotz seiner Einwände wütend zurück.
Am nächsten Tag ist Connie beruhigt, Bill ist jedoch sauer über ihr mangelndes Vertrauen. Als Connie entdeckt, dass Natalie, Coroline und Elsie am vorigen Abend mit Jayne telefoniert haben, will sie sich rächen: Sie berichtet davon, wie die drei mit den verschiedenen Ehemännern der Band geflirtet haben, darunter Natalie und Caroline mit dem jeweils anderen Ehemann. Die beiden wollen daraufhin nichts mehr miteinander zu tun haben und weisen ihre Ehemänner an, aus Gene Morrisons Band auszusteigen, was diese widerwillig tun. Auch Bill verlässt aus Wut gegen seine Ehefrau, die durch ihre Rache solche Turbulenzen verursacht hat, die Band. Gene Morrison steht nun ohne einige seiner wichtigsten Mitglieder da, die den Sound seiner Band zuvor entscheidend prägten. Er beschließt daraufhin, vorerst die Band aufzulösen. Auch Connie und Bill beschließen nach einem Streit, ihre Ehe zu beenden. Connie kehrt zu ihrem Vater zurück, fühlt sich aber ohne Bill unglücklich.
Einige Zeit später werden alle ehemaligen Mitglieder der Gene-Morrison-Band (ausgenommen Jaynie) unter verschiedenen Vorwänden in einen Versammlungsraum gelockt. Nun, da sie wieder zusammen sind und die verschiedenen Orchesterfrauen ihre Streitereien inzwischen beigelegt haben, beschließt Gene Morrison, die Band wiederzubeleben. Hinter der Aktion, alle Mitglieder wieder zu versammeln, stecken Connie, ihr Vater und Pianist Sinjin. Connie will so ihren Fehler beheben und sich wieder mit Bill versöhnen. Beim ersten Auftritt der neu versammelten Gene-Morrison-Band sitzen Connie und ihr Vater im Publikum. Bill ist zunächst noch sauer auf Connie, bis Sinjin ihm berichtet, dass sie die Band wieder zusammengebracht habe. Connies Vater gibt sich als ihr neuer, deutlich älterer Liebhaber aus, was Bill dazubringt, seiner Ehefrau seine Liebe zu gestehen. Am Ende tanzen sie gemeinsam zu den Klängen des Orchesters.

## Hintergrund
Im Vorjahr hatte das Glenn Miller Orchester mit Adoptiertes Glück seinen ersten Film gedreht, der an den Kinokassen nicht zuletzt dank der enormen Popularität der Band ein Hit war. Glenn Miller war 1942 zum dritten Mal in Folge Amerikas kommerziell erfolgreichster Musiker. Twentieth Century Fox machte außergewöhnlich viel Werbung für den Film, wobei die Zielscheibe vor allem Glenn-Miller-Fans waren. Der Plan ging auf und der Film wurde ein Erfolg, zugleich aber auch der letzte Film mit Glenn Miller, da er anschließend im Kriegsdienst bei den Truppen tätig war und bereits im Dezember 1944 bei einem mysteriösen Flugzeugabsturz über dem Ärmerkanal starb.
Die weibliche Hauptrolle wurde zunächst von Maureen O’Hara und Linda Darnell abgelehnt, ehe Ann Rutherford sie erhielt. Lynn Bari spielt wie bereits in Adoptiertes Glück die Rolle der schönen, aber berechnenden Bandsängerin. In einer seiner ersten Filmrollen spielt Harry Morgan den Barkeeper Cully, der Connie zum Glenn-Miller-Konzert einlädt. In Anthony Manns Filmbiografie Die Glenn Miller Story trat Morgan 12 Jahre später in der Rolle von Chummy MacGregor, des besten Freundes von Glenn Miller, auf. Orchestra Wives kam anlässlich der Premiere von Die Glenn Miller Story 1954 nochmals in die amerikanischen Kinos.
Für die Songs im Film waren wie bereits bei Adoptiertes Glück Mack Gordon und Harry Warren verantwortlich. Zu hören sind At Last, Bugle Call Rag, (I’ve Got a Gal in) Kalamazoo, People Like You and Me, Serenade in Blue und Chattanooga Choo Choo. Glenn Millers Erkennungsmelodie, die Komposition Moonlight Serenade, ist im Filmvorspann zu hören. Das Trompetenspiel von George Montgomery stammt von Johnny Best, der Gesang Lynn Baris wurde später von Pat Friday übersynchronisiert.

## Kritiken
Bosley Crowther beschrieb Orchestra Wives in der New York Times vom 24. September 1942 als „gleichgültigen Musicalfilm“, dessen Highlights die Auftritte von Glenn Millers Band und die spektakulären Tänze der Nicolas Brothers bilden würden. Die Handlung sei dagegen „nichtig“ sowie „so lächerlich wie ein Zoot Suit“ und besitze auch nicht „mehr Schärfe oder Differenziertheit als eines dieser verbotenen Gewänder“. Das Drehbuch und die meisten der Darstellungen seien Routine, einzig die Darbietungen von George Montgomery und Cesar Romero seien erwähnenswert. Die Musikszenen, so Crowther, würden selbst indifferente Zuschauer anregen, aber „das ist der Höhepunkt des Filmes. Die Tiefen sind ziemlich düster.“ Andere Kritiker waren dagegen wohlwollender. Der Motion Picture Herald schrieb, Glenn Miller und seine Band würden dem Film alles geben, was sie haben. Der Variety war voll des Lobes, es sei der beste Film, der bisher über das Leben einer Band gemacht wurde. Er biete „heiße Musik und sexy Intrigen“, die „konstant humorvolle“ Handlung biete viele gefährliche Lästereien ähnlich wie in Die Frauen.
Leonard Maltin befand die Handlung für „kitschig“, dennoch biete sie einen „netten Rahmen“ für Glenn Miller und seine Hits (Wertung: zweieinhalb von vier Sternen).

## Auszeichnungen
Mack Gordon und Harry Warren wurden für (I’ve Got a Gal in) Kalamazoo für den Oscar in der Kategorie Bester Song nominiert, verloren aber gegen Irving Berlins Klassiker White Christmas.